# Generalbass

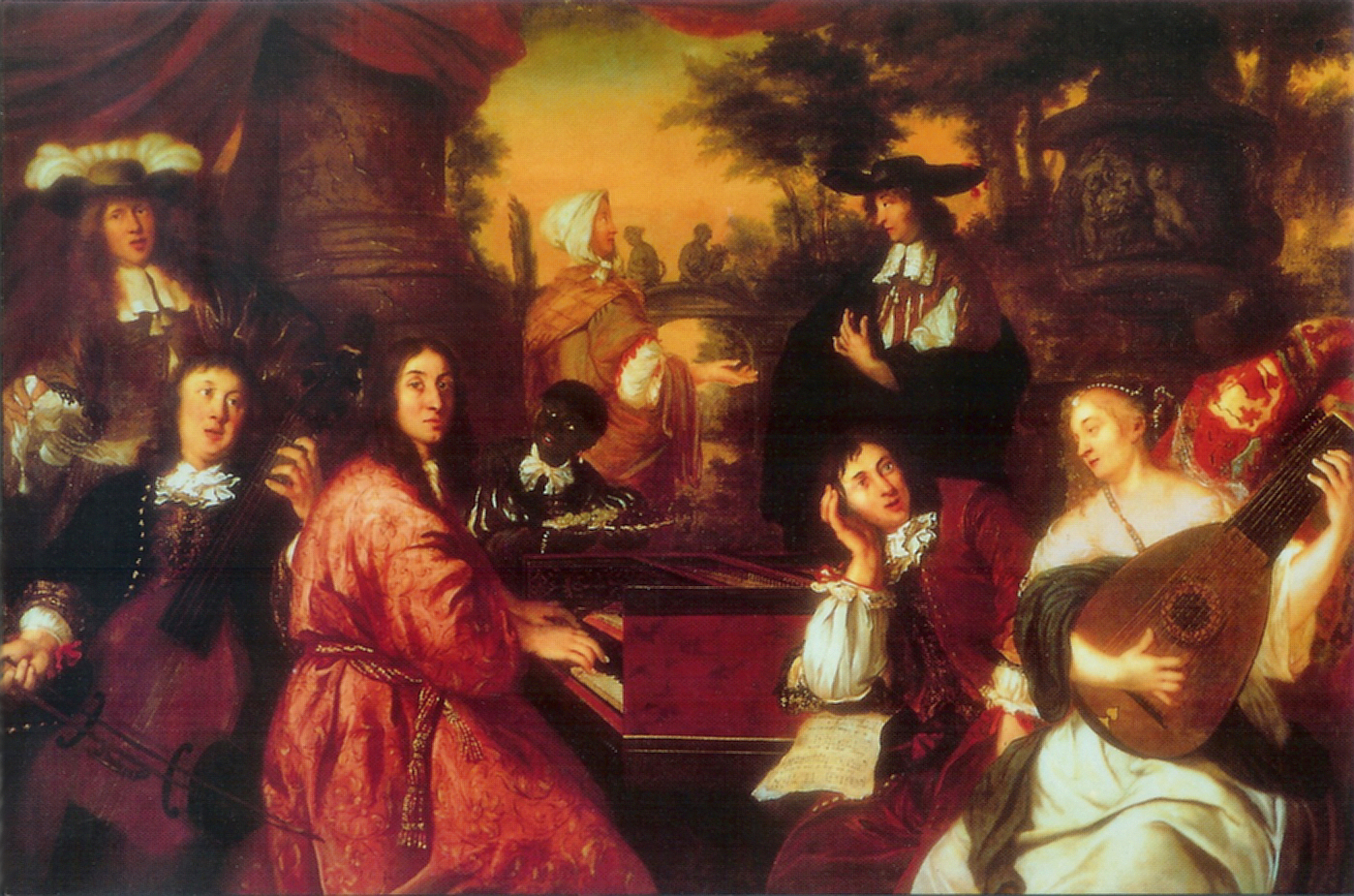
Allegorie auf die Freundschaft von Johannes Voorhout (1674):
Auf diesem Gemälde sind drei für die Ausführung des Generalbasses wichtige Instrumente vereint: Das Cembalo, gespielt von Johann Adam Reincken, die Gambe, gespielt von Dieterich Buxtehude, und die Laute, gespielt von der allegorischen Musica.

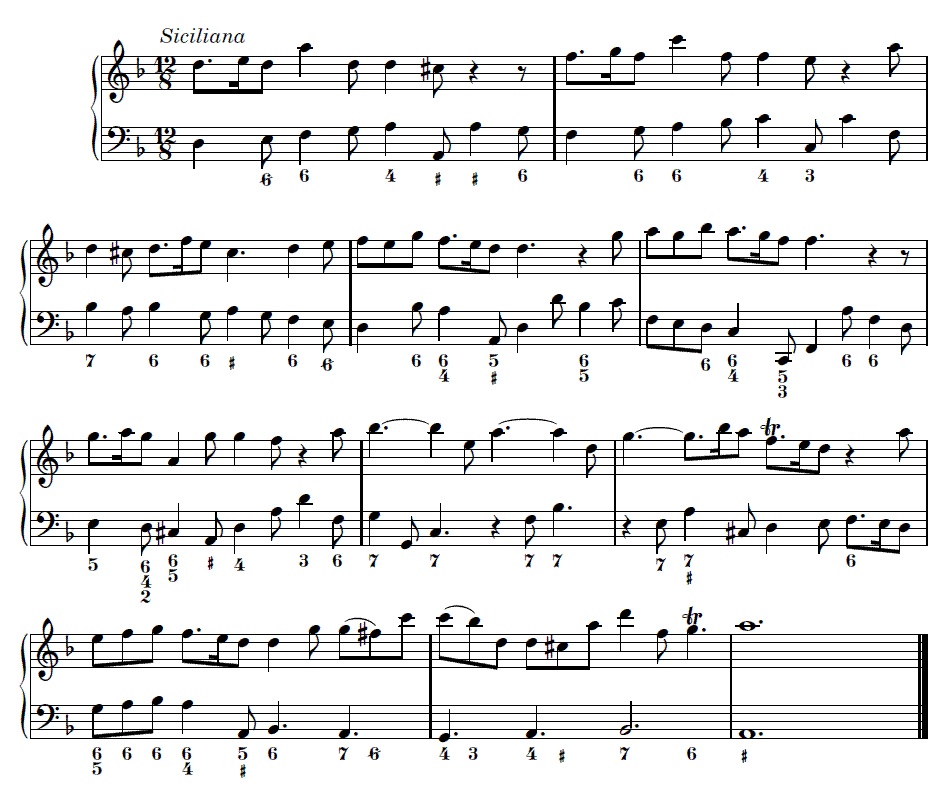
3. Satz (Siciliana) aus Georg Friedrich Händels Sonate op. 1, 11 für Flöte, Oboe oder Violine und Generalbass in zweistimmiger, bezifferter Notation

Der Generalbass, auch Generalbassstimme oder der Basso continuo (italienisch für „fortlaufender, ununterbrochener Bass“, kurz: Continuo) in einem zwei- oder mehrstimmigen Musikstück besteht aus der tiefsten Instrumentalstimme (Basslinie) in Verbindung mit zur Melodie und zum musikalischen Ablauf passenden Harmonien. Die Harmonien werden meist von einem Tasten- oder sonstigen Akkordinstrument ausgeführt. Er bildet das Fundament und harmonische Gerüst in der Musik von etwa 1600 bis etwa 1800, besonders in der Barockmusik. Wegen der großen Bedeutung des Generalbasses in dieser Zeit wird diese Epoche nach Hugo Riemann auch Generalbasszeitalter genannt.
Die Harmonien werden in der Generalbassschrift nicht ausgeschrieben, sondern durch Ziffern und andere Symbole angegeben, die über oder unter die Noten der Bassstimme geschrieben werden (Bezifferung). Nicht selten fehlt aber auch eine Bezifferung oder es sind nur wenige Ziffern angegeben. In diesem Fall ergeben sich die Harmonien aus dem Kontext des Stückes in Verbindung mit feststehenden Regeln des Generalbasses und des Kontrapunktes. Die Realisierung der Harmonien als Akkorde ist damit dem Spieler überlassen und wurde ursprünglich oft improvisiert. Diese Form, in der nur die Basslinie vom Komponisten oder Arrangeur genau festgelegt ist, führte zu der Bezeichnung „Generalbass“. Moderne Notenausgaben enthalten aber oft eine vom Herausgeber angefertigte mögliche Realisierung der Akkorde in Notenschrift (ausgesetzter Generalbass).

## Instrumentarium

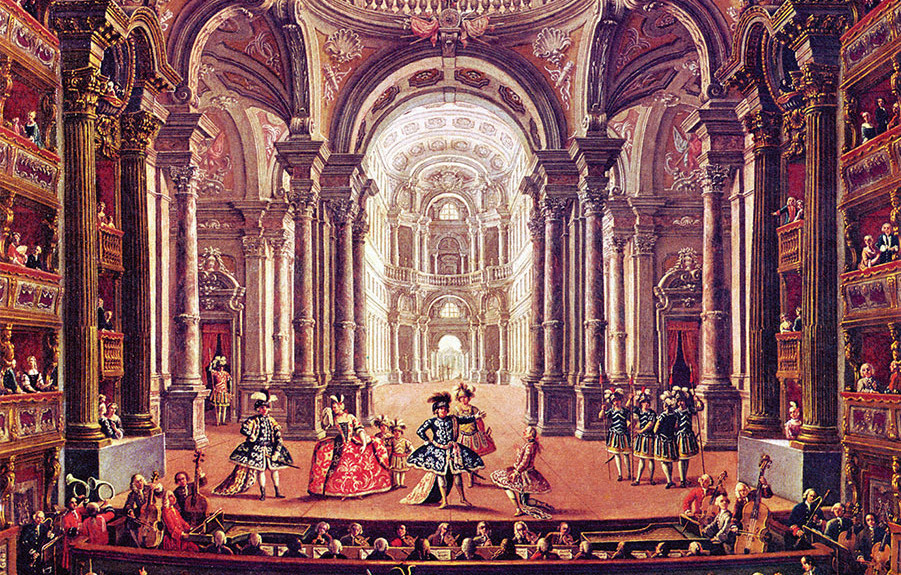
Pietro Domenico Oliviero: Das Teatro Regio in Turin (Detail), ca. 1752. Im Orchester vorne links und rechts sieht man zwei Continuogruppen mit je einem Cembalo – typisch für die Oper des 18. Jahrhunderts.

Für die Ausführung der Basslinie samt Akkorden kommen Harmonie-Instrumente wie z. B. Orgel, Orgelpositiv, Cembalo, Clavichord, Regal (nur im Frühbarock, es kam später aus der Mode), Spinett, Laute, Theorbe, Chitarrone, Gitarre oder Harfe in Frage; etwa ab Mitte des 18. Jahrhunderts bei Kammermusik auch das Fortepiano. Die Bassstimme selbst wird in der Regel durch ein lineares Bassinstrument wie Viola da gamba, Violoncello, Fagott, Bassdulzian verstärkt. Streichinstrumente wie Lira da gamba, Viola da gamba oder Cello können jedoch auch akkordisch eingesetzt werden. In größeren Besetzungen wurden auch Posaune oder Serpent (v. a. in Kirchenmusik) und ein die Bassstimme nach unten oktavierendes Instrument wie Violone verwendet. In größeren Besetzungen können auch mehrere Akkord- und Bassinstrumente alternativ oder gleichzeitig eingesetzt werden, in der italienischen Oper waren z. B. zwei Cembali üblich und dazu mindestens je eine Laute und Theorbe. Welche Instrumente den Generalbass spielen, bleibt den Aufführenden überlassen; die Wahl ist abhängig von der Entstehungszeit, dem Entstehungsort, der Faktur und dem Charakter des Musikstücks, seiner übrigen (festgelegten) Besetzung sowie nicht zuletzt den verfügbaren Musikern (vgl. Historische Aufführungspraxis).

## Geschichte

### Anfänge der Generalbasspraxis im Frühbarock

#### Monodie

Jacopo Peri: Prolog aus Le musiche sopra l’Euridice

Der Generalbass entwickelte sich als Begleitung der um 1600 entstandenen Monodie und im Zuge der Bestrebungen, besonders im Theater, das Drama und die Musik der alten Griechen wiederaufleben zu lassen (siehe: Camerata fiorentina).
Für diesen Zweck war die polyphone Vokalmusik der vorangegangenen Epochen wenig geeignet. Indem die Monodie sich am Sprachduktus und vor allem auch der Dramaturgie der textlichen Aussage orientierte, war sie flexibler als die alte Polyphonie; die Harmonie des Generalbasses band die Einzelstimmen in einen musikalischen Zusammenhang ein. Durch diese grundlegenden, umwälzenden Neuerungen wurden die Gattung der Oper, die nun in der Monodie und den später aus dieser entstehenden musikalischen Formen ihre eigentliche Sprache finden sollte, erst ermöglicht.
Diese Praxis war auch erst mit der immer größer werdenden Eigenständigkeit der Instrumentalmusik gegenüber der Vokalmusik ab dem Übergang von der Renaissance zum Frühbarock denkbar geworden. Sie entwickelte sich aus dem Basso pro organo des 16. Jahrhunderts, der als Basso seguente die jeweils tiefste momentan erklingende Stimme einer Komposition verstärkte und auch die restlichen Stimmen der Komposition aufgrund verschiedener schematisierter Intervallkonstellationen erschloss.

#### Vorbildung der ausübenden Musiker
So wurde von den ausübenden Musikern der Renaissance erwartet, dass sie nicht nur ihre Stimme aus dem Stegreif ausführen und verzieren, sondern hierzu gegebenenfalls auch beliebige weitere Stimmen im Scheinkontrapunkt (contrapunto alla mente) improvisieren konnten. Die so extemporierten Stimmen mussten vor allem konsonante Intervalle zum Bass benutzen; die Ausführung solcher Stimmen war Gegenstand umfassenden Unterrichtes und wurde u. a. von Adriano Banchieri in seinem Essempio di Componere Varie Voci Sopra un Basso di Canto Fermo (1614) beschrieben. Zu dieser Zeit war es für den Komponisten noch nicht notwendig, den Bass zu beziffern, da sich die hinzuzufügenden Intervalle innerhalb eines engen, modalen Rahmens und nach den Gesetzen des Kontrapunktes und der Stimmführung von selbst ergaben.

#### Intavolierungen polyphoner Motetten
Man begann auch, reine Vokalkompositionen zum Zweck ihrer besseren Stützung auf Instrumente zu übertragen. Dieses Intavolieren oder auch Absetzen einer Partitur (d. h. das Zusammenfassen in einer Orgel- oder Lautentabulatur ohne Ziffern wie z. B. dem Breslauer Tabulaturbuch) blieb besonders bei mehrstimmig-kontrapunktischen Sätzen noch lange Zeit üblich. Dies ermöglichte im Frühbarock zunächst das (auszugsweise) Mitspielen des jeweiligen Satzes durch die Orgel, das Cembalo oder auch Laute oder Theorbe, um die Sänger zu stützen oder fehlende Singstimmen zu ersetzen; hieraus ergaben sich auch die Kantorei- und die colla-parte-Praxis. Das Intavolieren oder das Mitspielen der Akkorde bei mehrstimmigen Motetten gehört zur langen Entstehungsgeschichte des Generalbassspiels.

#### Lodovico Grossi da Viadana
Lodovico Grossi da Viadana veröffentlicht 1602 mit seinen in dieser Hinsicht revolutionären 100 Concerti ecclesiastici die ersten nachgewiesenen Solokompositionen in der Geschichte der Kirchenmusik, die ihre Harmonie nicht aus dem Miteinander verschiedener, kontrapunktisch gearbeiteter Solostimmen gewinnen, sondern vielmehr durch ein Tasten- oder Zupfinstrument gestützt werden. Die Mittelstimmen dieses Satzes werden zwar nicht mehr notiert, unterliegen jedoch nach wie vor den Regeln, die auch für die Mittelstimmen einer ausgeschriebenen Vokalkomposition gegolten hätten. Technisch entfernen sich diese in neuem Stil verfassten Werke noch nicht allzu weit von den durchimitierenden Vokalsätzen der vorhergegangenen Epoche, es gelangt damit jedoch ein neues Bewusstsein vertikaler Beziehungen zwischen den einzelnen Stimmen in die Musik.

#### Entwicklung der Bezifferung

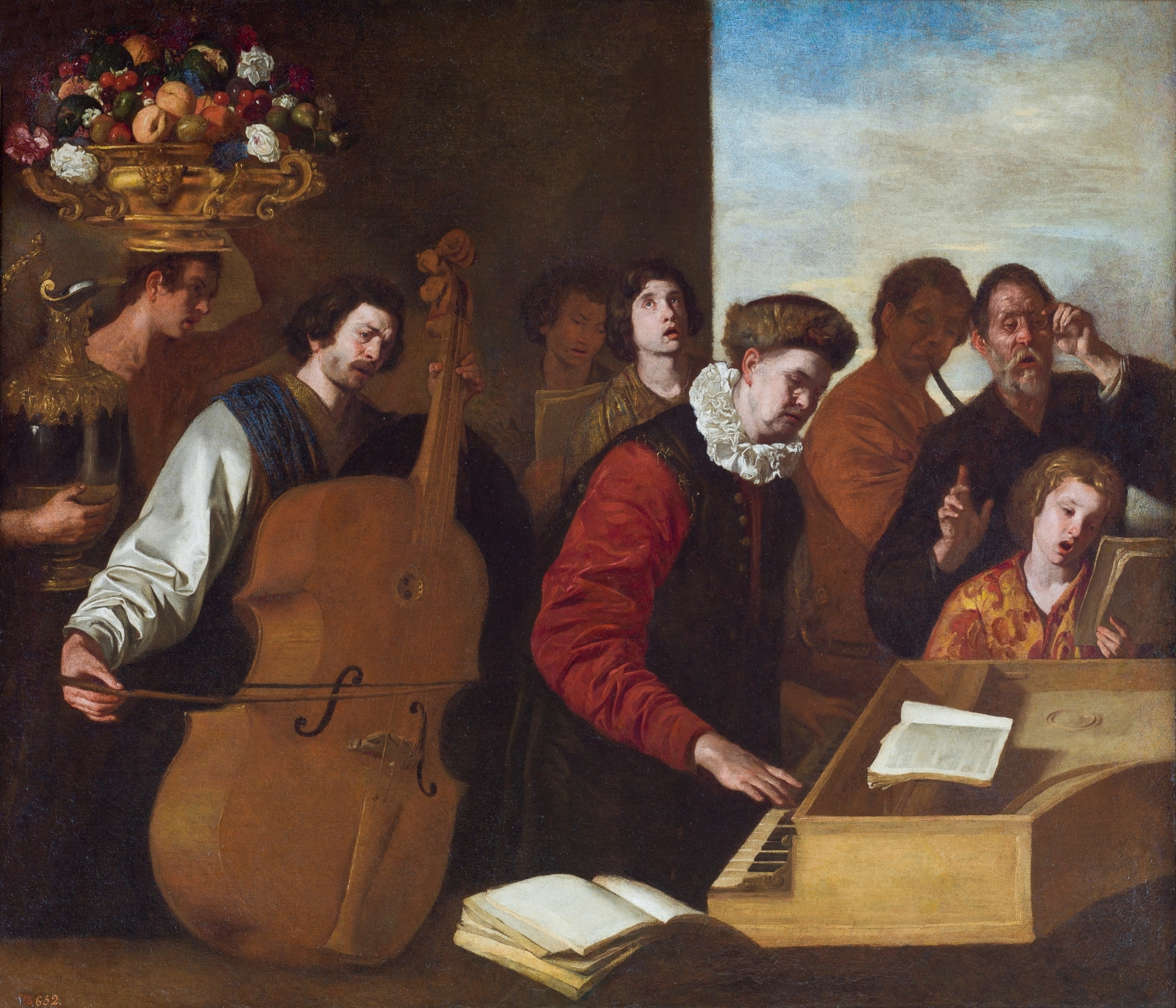
Aniello Falcone: Das Konzert, ca. 1630–50

Ziffern wurden bereits von den frühen Opernkomponisten wie Peri und Giulio Caccini verwendet. Sie erscheinen auch in Caccinis Solomadrigalen und Arien seiner Sammlung Le Nuove musiche von 1601.
Auch Agostino Agazzari sprach sich 1607 für die Notation der Bassstimme mit hinzugefügten Ziffern aus. Dies wurde vor allem dadurch notwendig, dass die entsprechenden Kompositionen sich mehr und mehr von einem aus der Stimmführung erwachsenden Verlauf in einem engen modalen Rahmen ablösten und ihnen nun eher ein von der Harmonielehre her konstruierter Bauplan zugrunde lag. Der so bezeichnete basso continuo verbreitete sich von Italien aus rasch durch ganz Europa.

#### Verschiedene Schulen und Stile
Über die gesamte Epoche des Generalbasszeitalters gab es wechselnde Stile je nach Land und Epoche. Auch für die verschiedenen Instrumente wie Cembalo, Laute, Erzlaute oder Gitarre wurden je nach Möglichkeiten diverse Arten der Begleitung entwickelt.
Giovanni Gabrieli, ein Hauptmeister der Venezianischen Mehrchörigkeit, der auch den Deutschen Heinrich Schütz ausbildete, hatte schon früh die neuen Möglichkeiten, die der Generalbass bot, erkannt und von ihnen reichen Gebrauch gemacht. Die von ihm entwickelten und verfeinerten Chordispositionen stützten jeden der räumlich voneinander getrennten Chöre durch Generalbassinstrumente. Eine beispielhafte Chordisposition dieser Art dokumentiert ebenfalls Viadana in der Vorrede seiner Salmi a 4 cori per cantare e concertare (Venedig 1612).
Wohl als erster deutscher Komponist bezog sich 1607 Gregor Aichinger (nach Studienreisen nach Venedig und Rom) in der Vorrede zu seinen Cantiones ecclesiasticae auf sein Vorbild Viadana. 1619 – zeitgleich mit Michael Praetorius’ Syntagma musicum – erschienen die Psalmen Davids (op. 2) von Heinrich Schütz „mit beygefügten Basso continouo, vor die Orgel/Lauten/Chitaron etc.“
Über den frühbarocken Continuostil ist relativ wenig bekannt, aber man geht grundsätzlich von einer noch stark kontrapunktisch geprägten Harmonisierung aus. Vermutlich durch die Entwicklung der italienischen Oper und in der solistischen Instrumentalmusik (besonders für Violine) entwickelte sich in Italien besonders für das Cembalo ein üppiger, rauschender und glitzernder Continuostil, der sich durch reich gebrochene Arpeggien mit Acciaccaturen auszeichnet und typisch für das hoch- und spätbarocke Continuospiel auch in anderen Ländern wird.
Nach Frankreich kam das Continuo anscheinend relativ spät, jedenfalls behauptete Henri Dumont in seinen Cantica sacra von 1652, er habe als erster den basso continuo in der französischen Musik (in geistlicher Musik, Motetten) eingeführt, oder zumindest explizit mit Hilfe von Ziffern aufgeschrieben. Der französische Continuo-Stil war insgesamt gemäßigter und weniger frei als der italienische – außer bei d’Anglebert, der in Lullys Opern mitwirkte und der ebenfalls reiche Acciaccaturen überliefert.
Der deutsche Continuo-Stil im Hoch- und Spätbarock orientierte sich in erster Linie an italienischen Vorbildern. Beispiele von Georg Muffat sind sehr kontrapunktisch und zeigen dabei eine sehr feine und melodisch schöne Stimmführung, die auch für spätere Beispiele aus dem Umfeld von Bach oder Händel bezeichnend sind.

### Ausführung des Generalbasses im Hochbarock

#### Andreas Werckmeister

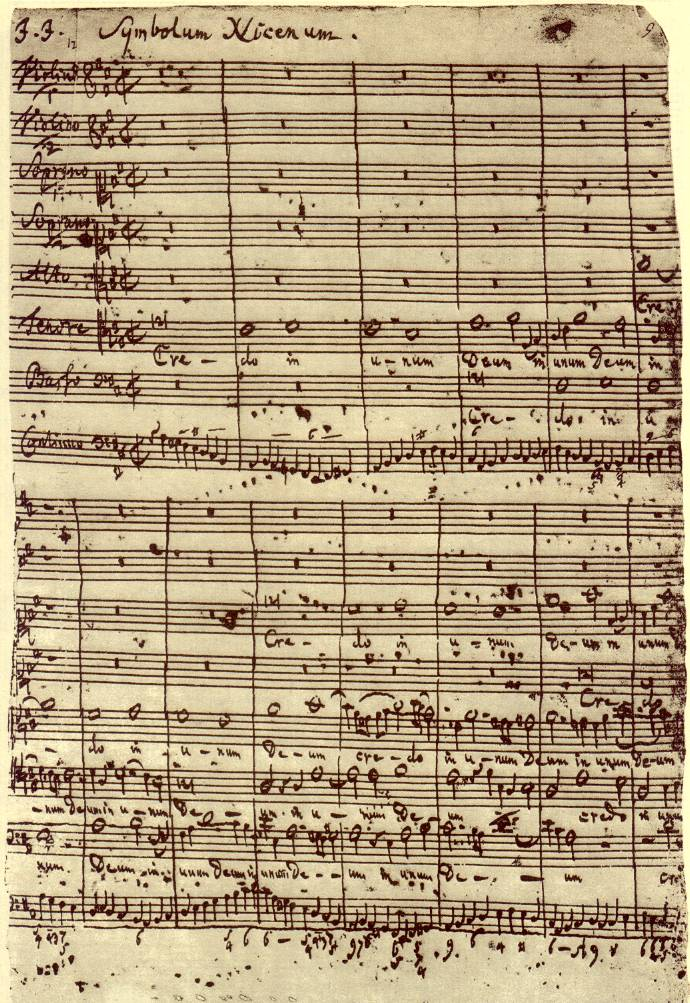
J. S. Bach: Symbolum Nicenum aus der h-Moll-Messe
Bezifferung über und unter dem Bass

Andreas Werckmeister umschrieb 1702, in der Hochzeit der Generalbasspraxis von 1650 bis 1750 einen ihrer Grundsätze mit den Worten, es solle „ohne viel Laufwerck und Gequirrle“ gespielt werden; er zog Arpeggien als Ornamente vor. Der Bass hatte mit einem andauernden Klangfluss die kontinuierliche Leitung zu übernehmen. Johann Friedrich Daube zufolge ist diese Spielart „…nützlich zu gebrauchen, wenn die beyden Stimmen in gleichgeltenden aber langsamen Tönen oder Noten einhergehen: …Sie kömmt hierinn mit dem Accompagnement der Theorbe oder Laute überein.“ (1756)

#### Johann Sebastian Bachs Regeln
Johann Sebastian Bach formulierte es in seiner Generalbass-Lehre (1738) so: „Er heist Bassus Continuus oder nach der Italiänischen Endung Basso contin[u]o, weil er continuirlich fortspielet, da mittels die andern Stimmen dann und wann pausiren…“ und führt hierzu weiter aus:

„Der General Bass ist das vollkommste Fundament der Music welcher mit beyden Händen gespielet wird dergestalt das die lincke Hand die vorgeschriebene Noten spielet die rechte aber Con- und Dissonantien darzu greifft damit dieses eine wolklingende Harmonie gebe zur Ehre Gottes und zulässiger Ergötzung des Gemüths und soll wie aller Music, also auch des General-Basses Finis und End-Ursache anders nicht, als nur zu Gottes Ehre und Recreation des Gemüths seyn. Wo dieses nicht in Acht genommen wird, da ists keine eigentliche Music, sondern ein teuflisch Geplerr und Geleyer.“

Diese Art des Generalbassspieles herrscht als die im 18. Jahrhundert in Deutschland wie auch in Italien standardisierte vor und ist durch Äußerungen z. B. Bachs und Johann Matthesons wie auch Johann David Heinichens bezeugt.
Über Bachs Generalbassspiel urteilt Lorenz Christoph Mizler ein Jahr später:

„Wer das Delicate im General-Bass und was sehr woll accompagniren heißt, recht vernehmen will, darf sich nur bemühen, unsern Herrn Bach allhier zu hören, welcher einen jeden General-Bass zu einem Solo so accompagnirt, daß man denket, es sey ein Concert, und wäre die Melodey so er mit der rechten Hand machet, schon vorhero also gesetzet worden.“

Ein weiteres Zeugnis für Bachs souveräne Art der Generalbassbehandlung findet sich wiederum bei Johann Friedrich Daube; er schrieb, Bach habe die kunstreiche Art des Generalbassspieles im höchsten Grade beherrscht,

„durch ihn mußte die Oberstimme brillieren. Er gab ihr durch sein grundgeschicktes Accompagnieren das Leben, wenn sie keines hatte. Er wußte sie, entweder mit der rechten oder linken Hand, so geschickt nachzuahmen, oder ihr unversehens ein Gegenthema anzubringen, daß der Zuhörer schwören solte, es wäre mit allem Fleiß so gesetzt worden. Dabei wurde das ordentliche Accompagnement sehr wenig verkürzt. Überhaupt sein Accompagniren war allezeit wie eine mit dem allergrößten Fleiße ausgearbeitete, und der Oberstimme an die Seite gesetzte concertirende Stimme, wo zu rechter Zeit die Oberstimme brilliren mußte. Dieses recht wurde sodann auch dem Basse ohne Nachtheil der Oberstimme überlassen. Genug! Wer ihn nicht gehöret, hat sehr Vieles nicht gehöret.“

#### Vollstimmigkeit; Johann David Heinichen

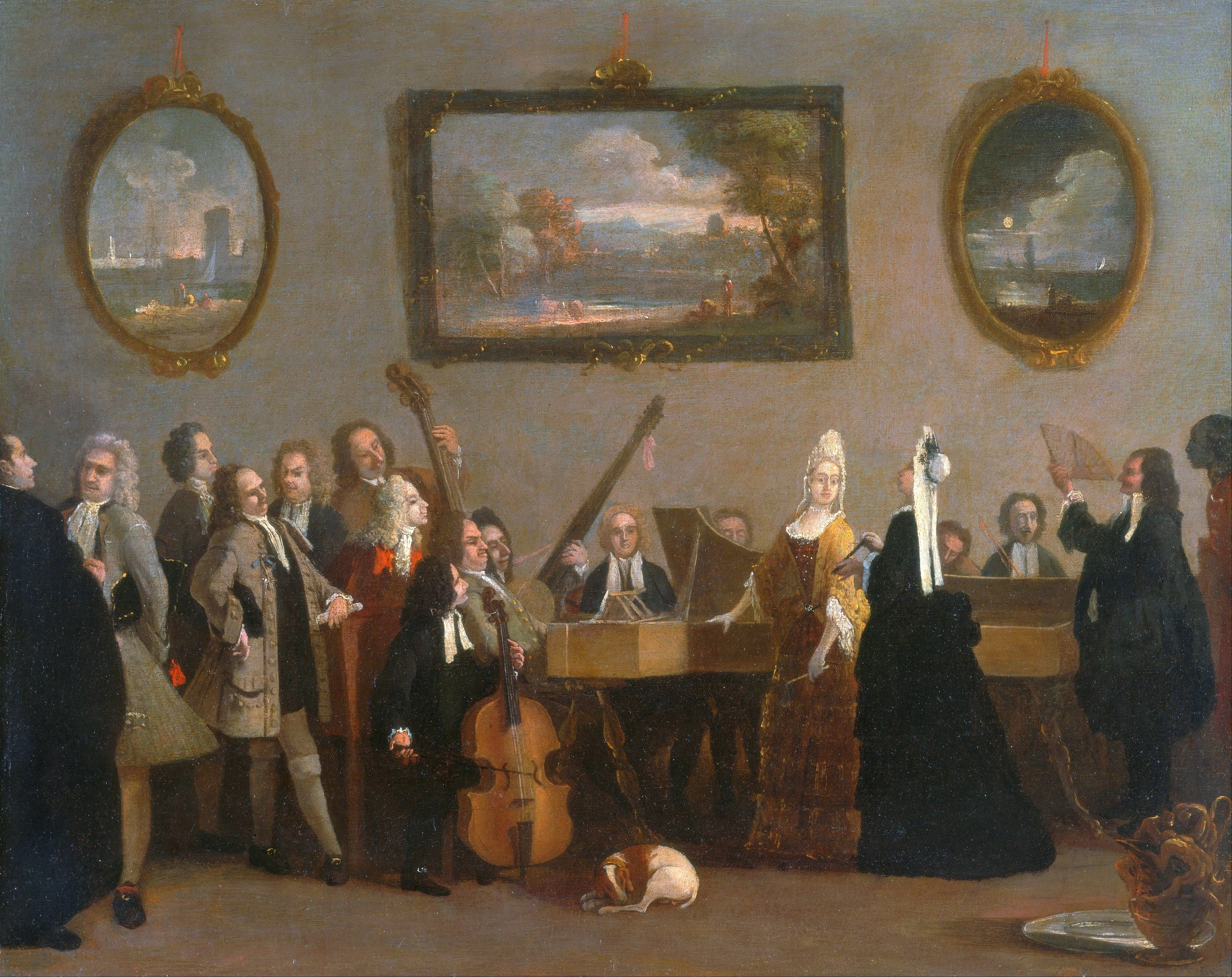
Marco Ricci: Eine Opernprobe, um 1709. Im Zentrum des Bildes die Continuogruppe mit Cembalo, Theorbe, Gambe und Violone.

Der beschriebene, sogenannte vollstimmige Satz wurde vereinzelt auch bis zur Fünfstimmigkeit und sogar darüber hinaus erweitert, dies vor allem, um auf dem Cembalo einen tragfähigen, vollen und prunkvoll rauschenden Klang zu erreichen.
Heinichen, der noch 1711 die Ausführung des Generalbasses im vierstimmigen Satz gelehrt hatte, wendet sich nach seinem Italienaufenthalt in den Jahren 1710–1717 mehr und mehr einer vollgriffigen Spielweise zu, bei der dann natürlich zwangsläufig die Strenge des Satzes gegenüber der Klangfülle desselben in den Hintergrund treten muss. Er bemerkt bezüglich dieser neuen Art, den Generalbass auszuführen, dass bekannt sei,

„dass die alte Welt den General Bass nach der ersten Erfindung desselben sehr schwachstimmig tractirete, und war noch in denen letzten Jahren des verwichenen Seculi ein drey stimmiges Accompagnement, da bald die rechte, bald die lincke Hand eine Stimme allein, die andere Hand aber die zween übrigen Stimmen führete, nicht eben gar zu rar. In folgenden Zeiten […] wurde das 4.stimmige Accompagnement mehr Mode, welches man zwar anfänglich vor beyde Hände gleich theilte, nemlich zwey Stimmen in der rechten und zwey in der lincken Hand […]. Weil aber diese Art nicht überall, und sonderlich bei nachgehends […] eingeführten Gebrauch sehr geschwinder Bässe, nicht applicabel war: also wurde dieses 4.stimmige Accompagnement vor die Hände ungleich eingtheilet: nemlich drey Stimmen vor die rechte Hand, und die eintzige Bass-Stimme vor die lincke Hand.“

Diese Art der Ausführung der Bezifferung ist Heinichen zufolge zwar die gebräuchliche, welche man auch

„allen Anfängern zu lehren pfleget […]. Diejenigen aber, welche allbereit in der Kunst geübet, suchen gemeiniglich (sonderlich auf den Clavecins) die Harmonie noch mehr zu verstärcken, und mit der lincken Hand ebenso vollstimmig, als mit der rechten zu accompagnieren, woraus dann nach Gelegenhiet der Application beyder Hände ein 6.7. bis 8.stimmiges Accompagnement entsteht. […] Je vollstimmiger man auf den Clavecins mit beyden Händen accompagnieret, je harmoniöser faellet es aus. Hingegen darff man sich freylich auf Orgeln, (sonderlich bey schwacher Music und ausser dem Tutti) nicht zu sehr in das allzu vollstimmige Accompagnement der lincken Hand verlieben, weil das beständige Gemurre so vieler tieffen Tone dem Ohre unangenehm, und dem concertirenden Sänger oder Instrumentisten nicht selten beschwerlich fället. Das Judicium muss hierbey das Beste tun.“

#### Die Harmonielehre Rameaus
Das Bewusstwerden der harmonischen Beziehungen der einzelnen Akkorde untereinander führte im 18. Jahrhundert zur ersten Formulierung einer Harmonielehre durch Jean-Philippe Rameau. In ihr wurde die schon zuvor von Johannes Lippius (1613) und Henricus Baryphonus (1630) formulierte, bei diesen jedoch folgenlos gebliebene Theorie der verschiedenen möglichen Akkordumkehrungen zur Idee des basse fondamentale ausgebaut, auf welchem die untereinander in harmonischer Beziehung stehenden Intervalle aufgebaut werden. War die Musik der Renaissance vorwiegend durch benachbarte Akkorde geprägt worden, so verwendete man nun vorwiegend Akkorde, die in Quintbeziehung zueinander standen. Das System Rameaus hat jedoch, ungeachtet der bahnbrechend neuen Formulierung des sich wandelnden Harmonieverständnisses, argumentative Schwächen, die vor allem darauf beruhen, dass Rameau systematisch versucht, sowohl die Bildung der Akkorde als auch den Melodieverlauf des basse fondamentale auf die Keimzelle der Terz und der Quinte zurückzuführen, wodurch verschiedene Fortschreitungen nur schwierig erklärbar oder gar theoretisch unmöglich sind.

#### Verwendete Instrumente und ihre spezifischen Bedingungen
Bei der Ausführung des Generalbasses kamen außer Orgel und Cembalo, die für fast zweihundert Jahre das Rückgrat des Generalbasses bildeten, auch Zupfinstrumente wie Laute, Theorbe bzw. Chitarrone, Gitarre, gelegentlich sogar die Harfe, zur Verstärkung der Bassstimme Violone, Posaune, Dulzian oder vereinzelt auch der Serpent zum Einsatz.
Die Tatsache, dass zur Zeit Bachs offensichtlich Violonen in 8'- und 16'-Lage im Gebrauch waren, wirft allerdings Probleme bei der Besetzung der Bach’schen Continuostimmen auf. So wurde nach dem aktuellen Stand der Forschung in Weimar der Violone als Achtfuß-Instrument verwendet. Erst in Leipzig verwendete Bach den noch von seinem Amtsvorgänger als Thomaskantor Johann Kuhnau angeschafften 16'-Violone. Die Frage, inwiefern also der Gebrauch der jeweiligen Instrumente auch lediglich dem eben vorhandenen Instrumentarium geschuldet war, muss unter Einbeziehung künstlerischer Aspekte von Fall zu Fall entscheiden werden; ähnlich wie bei der Registrierung des Pedals bei den Bach’schen Orgeltriosonaten obliegt es hier der Verantwortung des ausübenden Musikers, sich für eine 8- oder 16-füßige Bassführung zu entscheiden. Objektive Kriterien hierfür sind die Frage, ob durch Verzicht auf die Bassoktavierung fehlerhafte Fortschreitungen in der Stimmführung entstehen, sowie klangliche Gründe.
Die Hinzuziehung eines Bassinstrumentes zur Continuogruppe war aber auch nicht unter allen Umständen zwingend erforderlich; so findet sich z. B. in der Violoncello-, Violon- und Fagottstimme der Kantate Gott ist mein König, BWV 71, die Anweisung tacet, während ein Sänger mit Orgelbegleitung singt, was die Flexibilität der Continuobesetzung im Einzelnen beweist.
Nach und nach wurde es zum Regelfall, dass der Generalbass meist von Orgel bzw. Cembalo und Violone (vergleichbar mit dem heutigen Kontrabass) ausgeführt wurde; nach H. C. Robbins Landon bestand die Generalbassgruppe aus Violone, Fagott, Violoncello und Orgel oder Cembalo. Ob bei geistlichen Musiken der Generalbass zwingend von der Orgel ausgeführt werden muss, wird kontrovers diskutiert; es ist aber zumindest gesichert, dass Bach in der Thomaskirche, wie es außerdem in vielen anderen deutschen Kirchen üblich war, auch ein Cembalo zur Verfügung hatte. Nach der Einschätzung Arnold Scherings wurde das Cembalo nicht bei den Aufführungen der Kantaten genützt, sondern es diente bei den Wochengottesdiensten zusammen mit einer Bassgeige zur Unterstützung des Mottettengesanges, welcher aus der Sammlung Florilegium Portense vorgetragen wurde. Ton Koopman dagegen vermutet, dass Bach zumindest gelegentlich sein Orchester von diesem Cembalo aus geleitet haben könnte und weist auf die Vorteile einer gemeinsamen Ausführung des Continuoparts durch Orgel und Cembalo hin: So konnte „die Orgel für Tragfähigkeit in der Kirche sorgen und das Cembalo für den Rhythmus bei Chor und Orchester.“ Außerdem weist er darauf hin, dass Bach zum Continuospiel anstelle einer heute gebräuchlichen Truhenorgel „die normale Kirchenorgel mit nicht zu lauten Registern [verwendete]. Die solistische Mitwirkung des Organisten klang [aufgrund der größeren Pfeifenmensur] viel angenehmer und war vor allem viel dominanter, als es jetzt mit unseren kleinen Örgelchen der Fall ist.“
Jedes der genannten Akkordinstrumente bedingt aber auch durch die jeweils ihm eigene Spielweise noch einmal besondere Arten der Ausführung der Akkorde; auch bezüglich der Behandlung des Cembalos bildeten sich aufgrund der klanglichen Eigenschaften der jeweiligen Instrumente (z. B. die direkteren italienischen Cembali gegenüber den weicheren französischen Instrumenten) feine nationale Eigenheiten heraus.

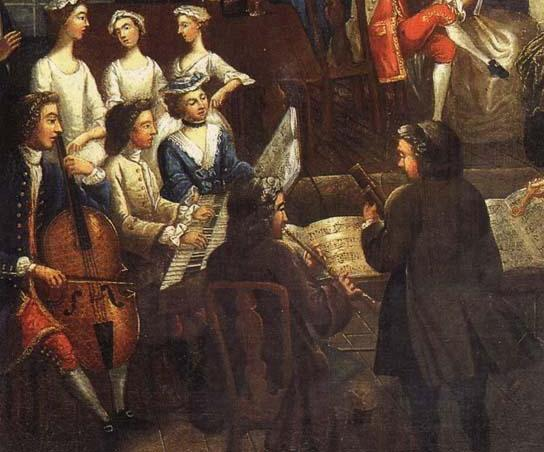
Spätbarocke Musiker bei der Ausführung einer Triosonate für Violine, Oboe und b. c., die Bezifferung wird durch das Cembalo realisiert, die Bassstimme durch ein Cello und ein Fagott verstärkt.

Bei kammermusikalischen Besetzungen bestand und besteht außerdem eine gewisse Freiheit beim Einsatz der meist nicht näher bezeichneten, die Bassstimme verstärkenden Instrumente, wodurch es auch möglich und notwendig ist, diese ggf. der Art der jeweils verwendeten Melodie-Instrumente anzupassen; so kann bei einer Sonate für zwei Violinen und b. c. der Generalbass ebenfalls von einem Streichinstrument übernommen werden, bei einer Sonate für zwei Oboen aber dagegen von einem Fagott.
Bei größeren, orchestralen Besetzungen wurde eine dementsprechend größere Besetzung der Generalbassgruppe verwendet; es etabliert sich nach und nach eine bevorzugt verwendete Besetzung des Barockorchesters, nach der gewisse, sich klanglich ergänzende Instrumente in eine ausgewogene Beziehung zueinander gesetzt werden. Gerade der rauschende Klang des den Generalbass ausführenden Cembalos ist eines der auffallendsten Merkmale der Orchestermusik dieser Zeit.

### Die zweite Hälfte des 18. Jahrhunderts

#### Differenzierte Geringstimmigkeit, Carl Philipp Emanuel Bach

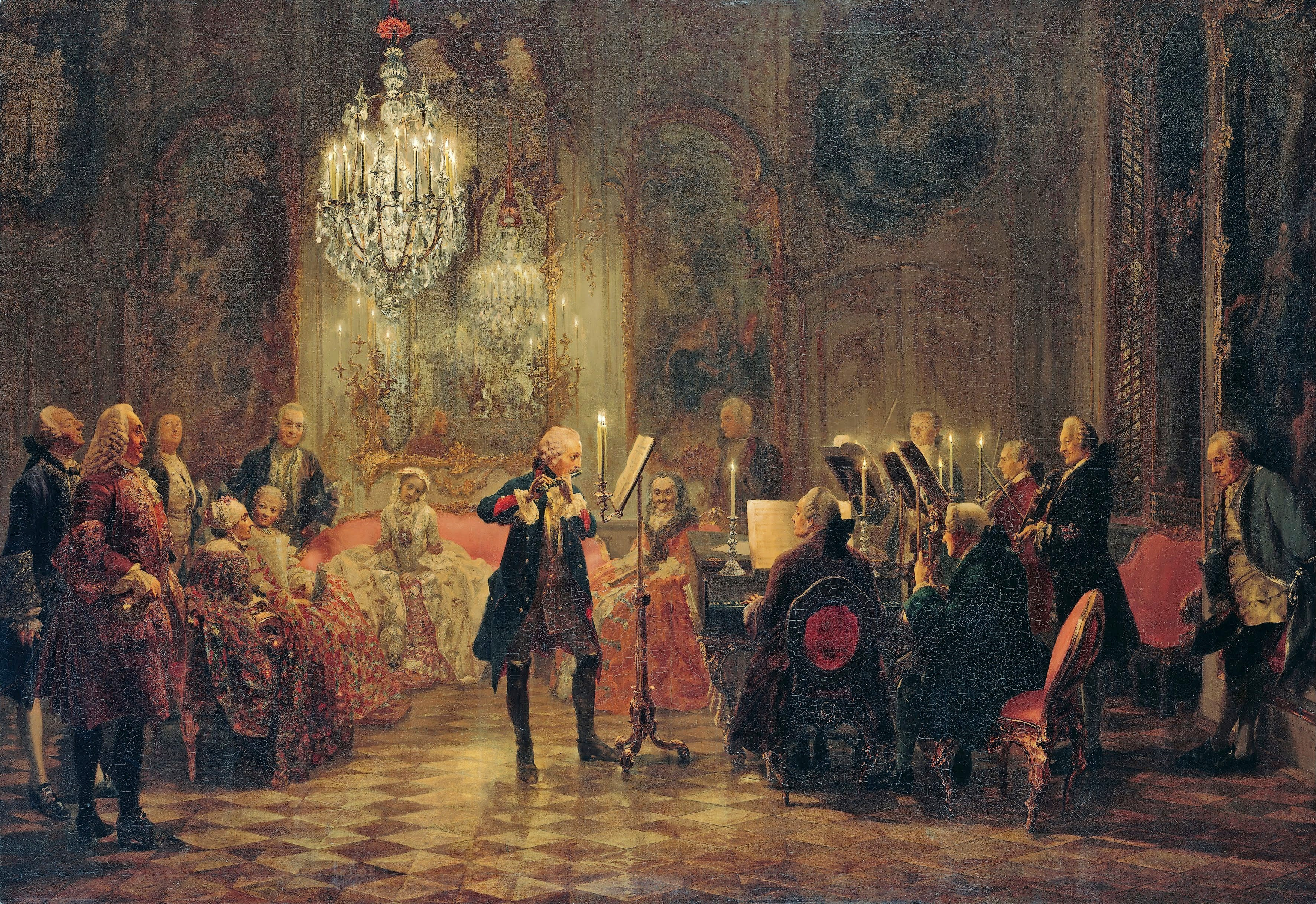
Adolph Friedrich Erdmann von Menzel: Flötenkonzert Friedrichs des Großen in Sanssouci. Auf diesem berühmten Gemälde ist Friedrich II. im Kreise seiner Hofkapelle zu sehen, rechts im Vordergrund die Generalbassgruppe mit C. P. E. Bach am Cembalo.

Der vollstimmige, akkordorientierte und prunkende Satz des Spätbarock gestattete eine sehr weit verfeinerte Behandlung von Dissonanzen. Das durchsichtige dreistimmige Spiel war nur bei solistischen oder kleinen Besetzungen üblich, und der Melodieführung der einzelnen Stimmen wurde dabei besondere Aufmerksamkeit geschenkt. Aufgrund der Veränderungen in der zeitgenössischen Musik, besonders in Hinblick auf Dynamik und Instrumentierung schrieb Bachs Sohn Carl Philipp Emanuel Bach 1762 im zweiten Teil seines Versuchs über die wahre Art das Clavier zu spielen über die Notwendigkeit, in einem einzigen Orchesterwerk nicht nur vielstimmig zu begleiten, sondern mit drei-, zwei- oder sogar einstimmigem Spiel abzuwechseln, je nach Lautstärke und Klangfarbe der Musik. Auch in der Solomusik solle man das Accompagnement der dominierenden Stimme unterordnen und auf wechselnden Ausdruck und Pianostellen entsprechend reagieren.

#### Erlöschen des Basso continuo im späten 18. Jahrhundert
Im letzten Viertel des 18. Jahrhunderts kam der Generalbass nach und nach aus der Mode. Ein Grund war der stilistische Wandel hin zur Klassik. Die meisten Akkordinstrumente kamen bereits vor 1740 aus der Mode, insbesondere Laute und Theorbe. Außer der Orgel im kirchenmusikalischen Bereich blieb zunächst nur das Cembalo übrig. In kammermusikalischen und solistischen Werken (wie Arien, Flötensonaten u. ä.) empfiehlt bereits Carl Philipp Emanuel Bach aber auch das klanglich zartere und zu dynamischen Schattierungen fähige Fortepiano als Continuo-Instrument. Andererseits brachten Komponisten der Mannheimer Schule, Boccherini und Joseph Haydn ab den 1760er Jahren kammermusikalische Besetzungen ohne Continuo in Mode, wie besonders Streichquartette, Trios und Quintette, aber auch Werke gemischter Besetzungen mit Bläsern.
Im Zeitalter der Aufklärung und Vernunft kam es auch gelegentlich zu Kritik an der ungenauen Notation des Generalbasses und an der Möglichkeit, einen Akkord auf verschiedene Weise deuten zu können. War z. B. Heinichen 1711 noch mit zwölf Signaturen ausgekommen, zeigte Jean-Philippe Rameau schon 1732, dass für 30 Akkorde 62 verschiedene Bezifferungen im Gebrauch waren. Auch wurden immer wieder gar nicht oder unzureichend bezifferte Generalbassstimmen durch die Ausübenden moniert, nicht zuletzt auch von C. P. E. Bach.

#### Verwendung in der Klassik und Romantik

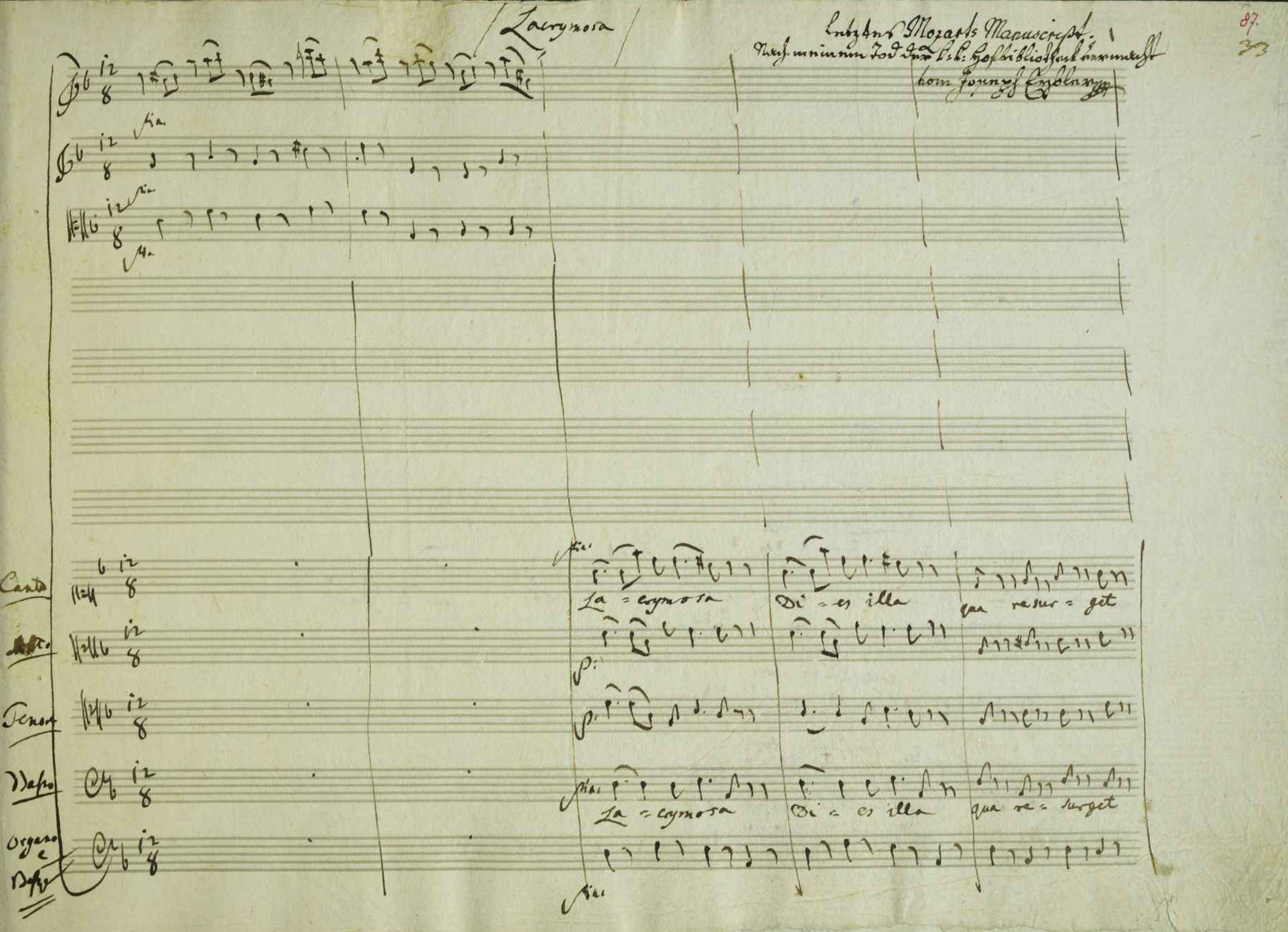
Die letzten von Mozarts Hand niedergeschriebenen Takte: Der skizzierte Beginn des „Lacrymosa“ des Requiems, schon ausgeführt sind Streicher, Chorstimmen und der (hier nicht bezifferte) Generalbass

Obwohl das Cembalo als Soloinstrument zwischen etwa 1775 und 1790 aus der Mode kam, hielt sich die Praxis des Generalbasses in der Orchestermusik, Oper und Kirchenmusik (Orgel) bis ins frühe 19. Jahrhundert. Davon zeugt u. a. auch das lebhafte Interesse an Generalbassschulen. So erlebte beispielsweise D. Kellners Generalbass-Schule (Hamburg 1732) neun regelmäßige Neuauflagen bis 1796. Und Daniel G. Türks Kurze Anweisung zum Generalbass-Spielen (Leipzig/Halle 1791) erschien bis 1841 immerhin fünfmal.
Es ist außerdem zweifelsfrei belegt, dass Joseph Haydn (z. B. Londoner Sinfonien, Schöpfung) und Mozart (z. B. Così fan tutte, Zauberflöte) bis an ihr Lebensende das Orchester vom Cembalo aus leiteten. In klein besetzter Kammermusik war auch das Fortepiano als Continuoinstrument beliebt, aber als „Dirigierinstrument“ mit großem Orchester war es zu leise. Es ist jedoch bekannt, dass Mozart in seinen Klavierkonzerten bei Orchesterstellen Continuo spielte.
Die frühen Divertimenti Mozarts und Haydns sind noch mit Generalbassbezifferung versehen. Noch bis in die 1820er Jahre wurden die Rezitative der Opern von Mozart, Rossini (z. B. Tancredi oder Barbier von Sevilla von 1816), Meyerbeer (noch in Il crociato in Egitto von 1824) und ihrer Zeitgenossen durch das Cembalo begleitet. Trotzdem hatte sich der Generalbass um 1800 bereits selbst überlebt. Schon Beethoven schrieb, dass er mit einem „obligaten Accompagnement auf die Welt gekommen“ sei. Lediglich beim Orgelpart kirchenmusikalischer Werke hielt sich die Tradition der Bezifferung noch bis weit ins 19. Jahrhundert; Anton Bruckner verwendete sie noch bis ca. 1856. Die Generalbassnotation gehörte nach wie vor zu den Grundlagen der Organistenausbildung. Andere Komponisten dieser Zeit verwendeten die Bezifferung zuweilen noch zum raschen Aufschreiben des harmonischen Verlaufes in Kompositionsskizzen, wie beispielsweise Johannes Brahms.
Der Generalbass kam in der Aufführungspraxis also immer mehr außer Mode, spielte aber in der Musikausbildung weiterhin eine wichtige Rolle, vor allem in der von Italien ausgehenden Partimento-Tradition. Noch Ferdinand Hiller verwendete in seinen Übungen zum Studium der Harmonie und des Contrapunktes (Köln 1860) Generalbassübungen, darunter u. a. Partimenti von Fedele Fenaroli.

#### Heutige Bedeutung der Generalbassnotation
Das Generalbassspiel wird heute im Zuge der Wiederentdeckung der Alten Musik vermehrt wieder aufgegriffen und auch an den Musikhochschulen gelehrt oder (etwa in den Musikwissenschaften) vorausgesetzt. Es ist auch Gegenstand oft speziellerer musikwissenschaftlicher Forschung. Es existieren eigene Generalbass-Studiengänge, außerdem ist Generalbassspiel – wenn auch meist ohne Bezug zu historischen Aussetzungsarten und mehr als Theoriekonstrukt – schon immer Teil der Kirchenmusikerausbildung gewesen.

## Anweisungen und Hinweise bezüglich der Orgelregistrierung zum Continuospiel
Spezielle Anweisungen zur Begleitung im Generalbass decken sich mit allgemeinen Überlegungen: Hans Klotz empfiehlt, da weder Organist noch der Chor entscheiden können, ob die Begleitregister passen, dass sich jemand dafür ins Schiff begeben oder einen musikkundigen Zuhörer (auch im Schiff) fragen sollte. Im Prinzip werden für die Orgelbegleitung Grundregister benutzt (Prinzipal 8′). Einzelne obligate Motive (das kommt beim Generalbass auf die Fähigkeiten des Spielers an) können durch ähnliche, aber etwas stärkere Register hervorgehoben werden. Handelt es sich um vollständig durchgeführte Stimmen, so benutzt man eine unaufdringliche Soloregistermischung gegebenenfalls auf dem Rückpositiv. Das hängt dann vom Charakter des Stücks ab, ob es eher ein geistliches Lied mit unabhängiger Melodie ist, oder ein Choral, in dem die Oberstimme der Begleitung und die Singstimme zusammen gehen. Man muss im Zweifelsfall Frauen- und Männerstimme, die andere Register haben, gleichzeitig begleiten. Dann muss man entscheiden, wie viel verzierende Umspielungen der Singstimme, falls sie vorhanden sind, man mitmachen will, die Empfehlung ist eher weniger mitzumachen.
- Claudio Monteverdi (1612): Für sein Magnificat von 1610 schreibt Monteverdi bei der Besetzung von sieben Vokal- und sechs Instrumentalstimmen für das Continuo das Register Principale (8') vor. Für das „Fecit Potentiam“ verlangt er das Register Fiffaro ò Voci umane. Der erste Satz („Magnificat“) fordert für den Organisten eine Steigerung von Principale über Ottava bis zur Quintadecima und der Schlusssatz ein pieno.
- Michael Praetorius empfiehlt 1618 zur Begleitung von Motetten ein Prinzipal 8' und für die „Concertat Stimmen“ ein „sanftes, liebliches und gelindes Gedeckt oder ein anderes sanftes stilles Flötenwerk“. Für den „Plenus Chorus“ gibt er in Werk oder Positiv ein scharfes Register doch „gleichwohl nicht das volle Werk“ an. An anderer Stelle erwähnt er auch „zur vollstimmigen Musik“ das „Ganze Werk in der Orgel“.
- Matthäus Hertels Empfehlung von 1660 für doppelchörige Motetten: Oberwerk: Prinzipal 8, Grobgedeckt 8, Rückpositiv: Quintadena 8', Kleingedeckt 4', Pedal: Unterbass offen und gedeckt 16', Prinzipal 8'.
- In einem Dispositionsentwurf für die 1708 umgebaute Orgel der Divi-Blasii-Kirche in Mühlhausen schlägt Bach vor: „Was denn hauptsächlich anlanget das neüe Brust-positivgen, so könten in selbiges folgende Stimmen kommen -als: 7. Stillgedact 8 Fuß, so da vollkommen zur Music accordieret“.
- Friedrich Erhard Niedt empfiehlt dem Organisten in seiner Handleitung zur Variation, wie man den Generalbass und darüber gesetzte Zahlen variieren & artige Inventiones darüber machen könne (1721): „Wenn nur ein oder zwo Stimmen singen oder spielen, so brauche er im Manual bloß das Gedact 8 Fuß, und kein Pedal überall nicht.“
- Johann Friedrich Walther beschreibt 1726 die Orgel der Garnisonkirche in Berlin und unterrichtet über die Eignung der Register zur Begleitung einer „Music“. Der Prinzipal 8' klänge „unter dem Tutti einer Music rein und angenehm“. Das Gedackt 8' sei „zur Music schön zu gebrauchen“. Für die Bässe werden ein Fagott 16', ein Prinzipal 16' und ein Violon 16' erwähnt.[25][26]
- Jakob Adlungs Anweisungen für das Generalbassspiel von 1758 notieren für die rechte Hand eine „stille achtfüßige Stimme“, für den Bass der linken Hand Quintaden 16' oder Bordun 16' mit Prinzipal 8' oder auch Prinzipal 16', Viola da Gamba 8' und Salizett 4'.[27]

## Ausführung des Generalbasses
Die Bezifferung besteht aus einer oder mehreren Ziffern, die heute meist unter dem Basston vertikal angeordnet werden. Bei den alten Originalen steht die Bezifferung meist oben. Sie bedeuten leitereigene Intervalle zwischen dem Bass oder dem untersten Ton und weiteren Tönen des damit gemeinten Akkordes. Dabei werden in der Regel lediglich Abweichungen vom leitereigenen Dreiklang über dem Basston beziffert. Die Intervalle werden entweder in ihrer natürlichen Größe oder oktavversetzt nach oben gespielt.
Ein über einem unbezifferten Basston geforderter Dreiklang wird damit als sogenannter Grunddreiklang bezeichnet. Er besteht aus dem Basston mit der leitereigenen Terz (3, nicht beziffert) und Quinte (5, nicht beziffert). (Gelegentlich auch beziffert als {\displaystyle {\begin{smallmatrix}8\\5\\3\end{smallmatrix}}}). Eine Sexte (6, beziffert, allein oder vollständig {\displaystyle {\begin{smallmatrix}6\\3\end{smallmatrix}}}) bzw. eine Quarte (4, beziffert) ersetzen die Quinte bzw. die Terz, falls keine anderen Angaben gemacht werden. Eine 2 allein ist immer eine Kurzschreibweise für {\displaystyle {\begin{smallmatrix}6\\4\\2\end{smallmatrix}}}, oder missverständlicherweise auch {\displaystyle {\begin{smallmatrix}5\\2\end{smallmatrix}}}, die einen Bassvorhalt bezeichnet. Alle anderen Ziffern gelten als Ergänzung des Dreiklanges, so dass eine notierte 7 als Vierklang aus Grundton, Terz, Quinte und Septime interpretiert wird.

Genaue Lagebezeichnung in
C. P. E. Bachs Versuch über die wahre Art das Clavier zu spielen

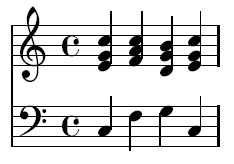
Gegenbewegung des 2. und 3. Akkordes gegenüber dem Bass zur Vermeidung von Oktav- und Quintparallelen

Die Bezifferung gibt meist keinen Aufschluss über die Lage, also die Anordnung der entsprechenden Töne im Akkord und damit auch nicht über den jeweils obersten Ton desselben, sondern nur über seine sogenannte Umkehrung. In Einzelfällen wie z. B. nach Carl Philipp Emanuel Bachs Versuch über die wahre Art das Clavier zu spielen, Zweyter Teil (1762) wird der Generalbass für ein dreistimmiges Accompagnement im Galanten Stil – ähnlich wie in der Monodie – manchmal mit genauen Lagebezeichnungen versehen. Dabei werden die Zahlen 1 bis 12 verwendet.
Eine geschickte Verbindung der verschiedenen Akkorde und ihre Stimmführung im Einzelnen liegt ansonsten im Ermessen des Spielers, der die Bezifferung gebunden an die musikalischen Satzregeln, aber eben auch gleichzeitig dem spontanen Einfall folgend gestaltet und hier weitgehende Freiheiten bezüglich der melodischen und rhythmischen Gestalt wie auch der Ornamentik der Ausführung hat.
Da der Generalbass im Allgemeinen aber zur Begleitung einer Melodie dient, muss die Wiedergabe der Akkorde mit dieser harmonieren und sich ihr gegebenenfalls unterordnen; es ist die Aufgabe des Begleiters, dies durch eine adäquate Ausführung seiner Partie sicherzustellen.
Es muss außerdem bemerkt werden, dass es keine ganz einheitlich verbindende Schreibweise und kein allgemein gültiges umfassendes Regelwerk gibt beziehungsweise gab, vielmehr wurde seitens der diese Kurzschrift verwendenden Komponisten eine tiefe Einsicht der Ausführenden in die Harmonielehre und die Aufführungspraxis vorausgesetzt, durch die zweifelhafte Zusammenhänge meist erschlossen werden können.

### Typische Dreiklänge

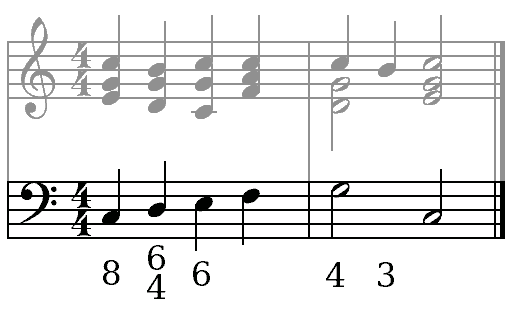
Beispiel einer Generalbass-Notation: Basslinie, Bezifferung und Vorschlag zur Akkordbildung (hell)

(Hier am Beispiel C-Dur). Die Intervalle werden stets vom Basston aus gebildet.
- keine Bezifferung: Terz und Quinte (C–E–G), die Terz des Akkordes wird generell für jeden Akkord vorausgesetzt, es sei denn, sie ist Auflösung eines Vorhaltes oder dissonanter Ton.
- {\displaystyle {\begin{smallmatrix}6\end{smallmatrix}}}: Terz und Sexte (E–G–C), Sextakkord, entspricht der ersten Umkehrung. Es steht stets {\displaystyle {\begin{smallmatrix}6\end{smallmatrix}}} abgekürzt statt {\displaystyle {\begin{smallmatrix}6\\3\end{smallmatrix}}} [7] Die Akkordterz wird in den Oberstimmen im Regelfall nicht verdoppelt. Ausnahmen hiervon stellt der Neapolitanische Sextakkord dar, bei dem in der Regel die Terz verdoppelt wird, oder sie ergeben sich aus Notwendigkeiten der Stimmführung in Sextakkordketten (s. auch Fehler und Fehlerquellen).

Die Zielsetzung einer möglichst fließenden Stimmführung kann hierbei auch bedingen, dass Stimmen auf demselben Ton zusammentreffen und so in diesem Moment real eine Dreistimmigkeit entsteht:
- Sextakkord (anhören)ⓘ/?

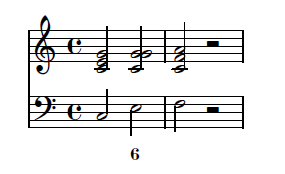
Sextakkord

- {\displaystyle {\begin{smallmatrix}6\\4\end{smallmatrix}}}: Quarte und Sexte (G–C–E), Quartsextakkord, entspricht der zweiten Umkehrung (da dieser Akkord ein typischer Vorhaltsklang ist, findet sich ein entsprechendes Beispiel dort).

### Typische Vierklänge
- {\displaystyle {\begin{smallmatrix}7\end{smallmatrix}}}: Terz, Quinte, Septime (G–H–D–F). Es steht immer {\displaystyle {\begin{smallmatrix}7\end{smallmatrix}}} statt {\displaystyle {\begin{smallmatrix}7\\5\\3\end{smallmatrix}}}. Verwendet unter anderem für Dominantseptakkorde, (in Beispiel 1 der von C-Dur)
- {\displaystyle {\begin{smallmatrix}6\\5\end{smallmatrix}}}: Terz, Quinte und die Sexte (H–D–F–G), Bezeichnung: Quintsextakkord. Es steht immer {\displaystyle {\begin{smallmatrix}6\\5\end{smallmatrix}}} statt {\displaystyle {\begin{smallmatrix}6\\5\\3\end{smallmatrix}}}. Verwendet für (Subdominantische) Akkorde mit Sixte ajoutée (Beispiel 1)
- {\displaystyle {\begin{smallmatrix}4\\3\end{smallmatrix}}}: Terz, Quarte, Sexte (D–F–G–H), Bezeichnung: Terzquartakkord. Es steht immer {\displaystyle {\begin{smallmatrix}4\\3\end{smallmatrix}}} statt {\displaystyle {\begin{smallmatrix}6\\4\\3\end{smallmatrix}}}.
- {\displaystyle {\begin{smallmatrix}2\end{smallmatrix}}}: Sekunde, Quarte, Sexte (F–G–H–D), Bezeichnung: Sekundakkord. Es steht {\displaystyle {\begin{smallmatrix}2\end{smallmatrix}}} oder {\displaystyle {\begin{smallmatrix}4\\2\end{smallmatrix}}} statt {\displaystyle {\begin{smallmatrix}6\\4\\2\end{smallmatrix}}} teils auch statt {\displaystyle {\begin{smallmatrix}5\\2\end{smallmatrix}}}. (Alle „statt“-Angaben[7]) (siehe Beispiel 2)

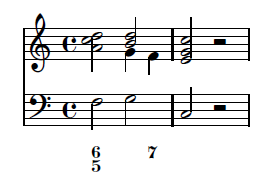
Sixte Ajoutéeakkord (anhören)ⓘ/?
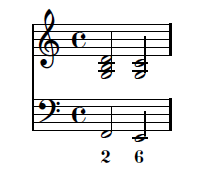
Sekundakkord (anhören)ⓘ/?

### Typische Vorhalte
- {\displaystyle {\begin{smallmatrix}4\ 3\end{smallmatrix}}}: Die Quarte wird der Terz vorgehalten, es wird zunächst die Quarte gespielt und im gleichen Akkord dann zur Terz aufgelöst (C–F–G → C–E–G) (s. Bsp.)
- {\displaystyle {\begin{smallmatrix}6\ 5\end{smallmatrix}}}: Die Sexte wird der Quinte vorgehalten (C–E–A → C–E–G) (s. Bsp.)

- {\displaystyle {\begin{smallmatrix}7\ 6\end{smallmatrix}}}: Die Septime wird der Sexte vorgehalten (F–A–E → F–A–D) (s. Bsp.)

- {\displaystyle {\begin{smallmatrix}9\ 8\end{smallmatrix}}}: Die None wird der Oktave vorgehalten. Damit ergibt sich ein Vierklang; der Grundton wird in der Auflösung durch die Oktave verdoppelt (C–E–G–D → C–E–G–C). (s. Bsp.)

- {\displaystyle {\begin{smallmatrix}6\ 5\\4\ 3\end{smallmatrix}}}: Die Quarte und die Sexte werden der Terz und der Quinte vorgehalten (C–F–A → C–E–G). (s. Bsp.)

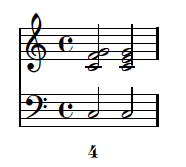
Quartvorhalt
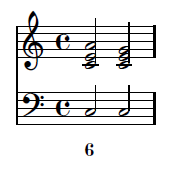
Sextvorhalt
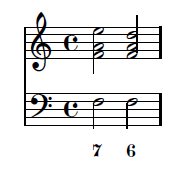
Septimvorhalt
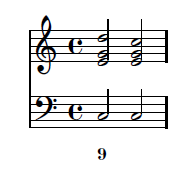
Nonenvorhalt
Quartsextakkord

- Quartvorhalt (anhören)ⓘ/?
- Sextvorhalt (anhören)ⓘ/?
- Septimvorhalt (anhören)ⓘ/?
- Nonenvorhalt (anhören)ⓘ/?
- Quartsextakkord (anhören)ⓘ/?

### Alterationen
Der Generalbass geht grundsätzlich von leitereigenen Tönen aus. In einem Stück, das in C-Dur notiert ist, ergibt sich damit folgender Tonvorrat: C, D, E, F, G, A, H.
Da auch schon im Barock ein größerer Tonvorrat genutzt wird, gibt es Notationen, mit denen die Alteration eines leitereigenen Tons zu einem leiterfremden angezeigt wird. Beispiele:
- ♯, ♭, ♮: Einzelne Versetzungszeichen beziehen sich auf die Terz; der Grunddreiklang wird hier also mit der leiterfremd alterierten Terz und damit ggf. auch im entgegengesetzten Tongeschlecht ausgeführt. In der Frühzeit des Generalbasses steht meist durchgängig ♭ für Erniedrigung, ♯ für Erhöhung (statt ♮); die verminderte Quinte bezeichnete man dann gerne mit ♭, wenn sie leitereigen war.[7]
- 7♯: Der Septakkord wird statt mit der leitereigenen kleinen Septime mit der leiterfremden großen Septime ausgeführt. Dies darf nicht mit {\displaystyle {\begin{smallmatrix}7\\\sharp \end{smallmatrix}}} verwechselt werden, wo sich die Alteration auf die Terz bezieht.
- Abgekürzt statt 6♯ steht {\displaystyle {\begin{smallmatrix}6\!\!\!/\end{smallmatrix}}}: Die Sexte als Leitton erhöht, wird schräg durchgestrichen notiert, ebenso für andere Ziffern, es wird vor allem bei 4 und 5 der Deutlichkeit halber der Schrägstrich auch dahinter gesetzt: {\displaystyle {\begin{smallmatrix}4\ \!\!\!/\end{smallmatrix}}}.[7]
- Bei {\displaystyle {\begin{smallmatrix}6\!\!\!/\end{smallmatrix}}} bildet der Schrägstrich mit einem Zug der 6 ein „+“, zum Beispiel andersherum auch mit dem Hals oben (s. Abb.), weshalb auch gleichbedeutend 6+ gesetzt wird. Da ♮ nicht immer benutzt wurde, bedeutet dies teils schlicht die Auflösung eines ♭.[30] (s. Bsp.)
- Für Alterationen müssen dann weggelassene Zahlen wieder hinzugefügt werden, so zum Beispiel im Sekundakkord die 4 oder die 6.

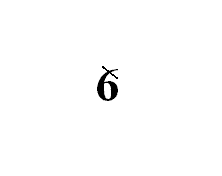
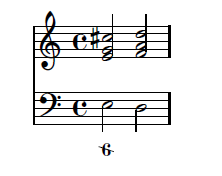
Alterierte Sexte (anhören)ⓘ/?

### Auflösungstendenzen einzelner Intervalle
- Septimen lösen sich stets abwärts auf.
- „Leittöne“ lösen sich stets aufwärts auf.

### Konventionen der Stimmführung
- Zwei aufeinanderfolgenden Akkorden gemeinsame Töne werden beide Male in gleicher Lage gespielt bzw. liegengelassen.
- Bei sich bewegenden Stimmen trachtet man danach, die Einzeltöne der jeweiligen Stimme auf möglichst kurzem Wege vom vorhergehenden Ton zu erreichen.
- Insgesamt ist auf Gegenbewegung, insbesondere zwischen Sopran und Bass des Satzes, zu achten.

### Sonstiges
- Ein waagrechter Strich einige Noten lang zeigt an, dass die Bezifferung weiter dauert, die folgenden Noten werden nicht harmonisiert.[7]
- Kurze schräge Striche einige Noten lang zeigen an, dass sich die Bezifferung wiederholt.[7]
- „tasto solo“, „t. s.“ oder „0“ ist die Anweisung, nur die entsprechende Note ohne Aussetzung (ohne Harmonisierung) zu spielen.[7]
- Ziffern unter einer Pause zeigen an, dass die Harmonie vorschlägt, der Bass folgt.
- Durchgänge und Wechselnoten im Bass, besonders in kleinen Notenwerten, erhalten keine Bezifferung und werden nicht ausgesetzt.[7]

### Fehler und Fehlerquellen
Generell gilt: Die Realisierung des bezifferten Basses soll in sich in jedem Falle rein sein, also ohne verbotene Fortschreitungen wie Oktav- und Quintparallelen. Parallelen zwischen der / den Solostimme(n) und dem Begleitinstrument können unter Umständen geduldet werden, sollten aber wenn möglich in die Mittelstimmen genommen werden.
Ausnahmen gelten für das mehr als vierstimmige Spiel (fast ausschließlich auf dem Cembalo). So findet man zum Beispiel in Georg Muffats Tractat „Regolae concentuum partiturae“ (1699) bis zu achtstimmige Aussetzungen, teils mit offenen Quint- und Oktavparallelen und der Anmerkung „in Cembalo erlaubt“.
- Bei Folgen von Sextakkorden muss abwechselnd die Terz, beim nächsten Akkord dann ein anderer Ton (Grundton oder Quinte) verdoppelt werden, da die Verdoppelung desselben Tones bei gleicher Lage in zwei aufeinanderfolgenden Akkorden per definitionem Parallelen bewirkt.
- Kurze Töne, zum Beispiel Achtel müssen dann ausgesetzt werden, wenn sie harmonisch wichtig sind, zum Beispiel einen Vorhalt auflösen.

### Weitere Beispiele
- Hier ein Beispiel aus Johann Sebastian Bachs Johannespassion. Das recitativo secco wird mit „trockenen“ Akkorden begleitet:

- Der Generalbass zu den ersten Takten des „Lamentos“ aus dem Capriccio BWV 992 von Johann Sebastian Bach, in dem damit auch die Verwendung der Generalbassnotation innerhalb eines solistischen Klavierstückes als musikalische Kurzschrift dokumentiert ist, zeigt die selten anzutreffende genaue Lagebezeichnung von Dreiklängen. Die einzeln stehende 5 bedeutet Quintlage, die einzeln stehende 3 Terzlage:

- Abschließend ein Klangbeispiel aus Bachs Kantate Wachet auf, ruft uns die Stimme, BWV 140

## Grenzen der Generalbassnotation
Das Konzept der leitereigenen Töne beschränkt die Generalbassnotation praktisch auf Musik, die harmonisch im näheren Umfeld der Grundtonart bleibt (siehe Quintenzirkel), da Modulationen zu weiter entfernten Tonarten zu einem Übermaß von Alterationen führen und die Lesbarkeit der Notation beeinträchtigen würden. 
Von Padre Stanislao Mattei (1750–1825) liegen allerdings in Pratica d’accompagnamente sopra bassi nomerati praktikable Modulationen von der Beispieltonart C-Dur nach allen Dur- und Molltonarten vor.
Damit ist der Generalbass fast für die gesamte Musik des Barocks geeignet. Die nachfolgenden Epochen haben sich größere harmonische Zusammenhänge erschlossen und die klangliche Differenzierung im Klangkörper weiterentwickelt, so dass es ab der Wiener Klassik beispielsweise nicht mehr selbstverständlich ist, dass Fagott und Violoncelli dieselbe Stimme spielen, oder dass das harmonische Gerüst durch ein mehrstimmiges Instrument gestützt wird.
Es wurden in der Folge andere Notationen (obligates Accompagnement, d. h. also eine in allen erforderlichen Stimmen ausgeschriebene Partitur) und ein anderes Harmonieverständnis (Stufentheorie, später Funktionstheorie) erforderlich.

## Literatur

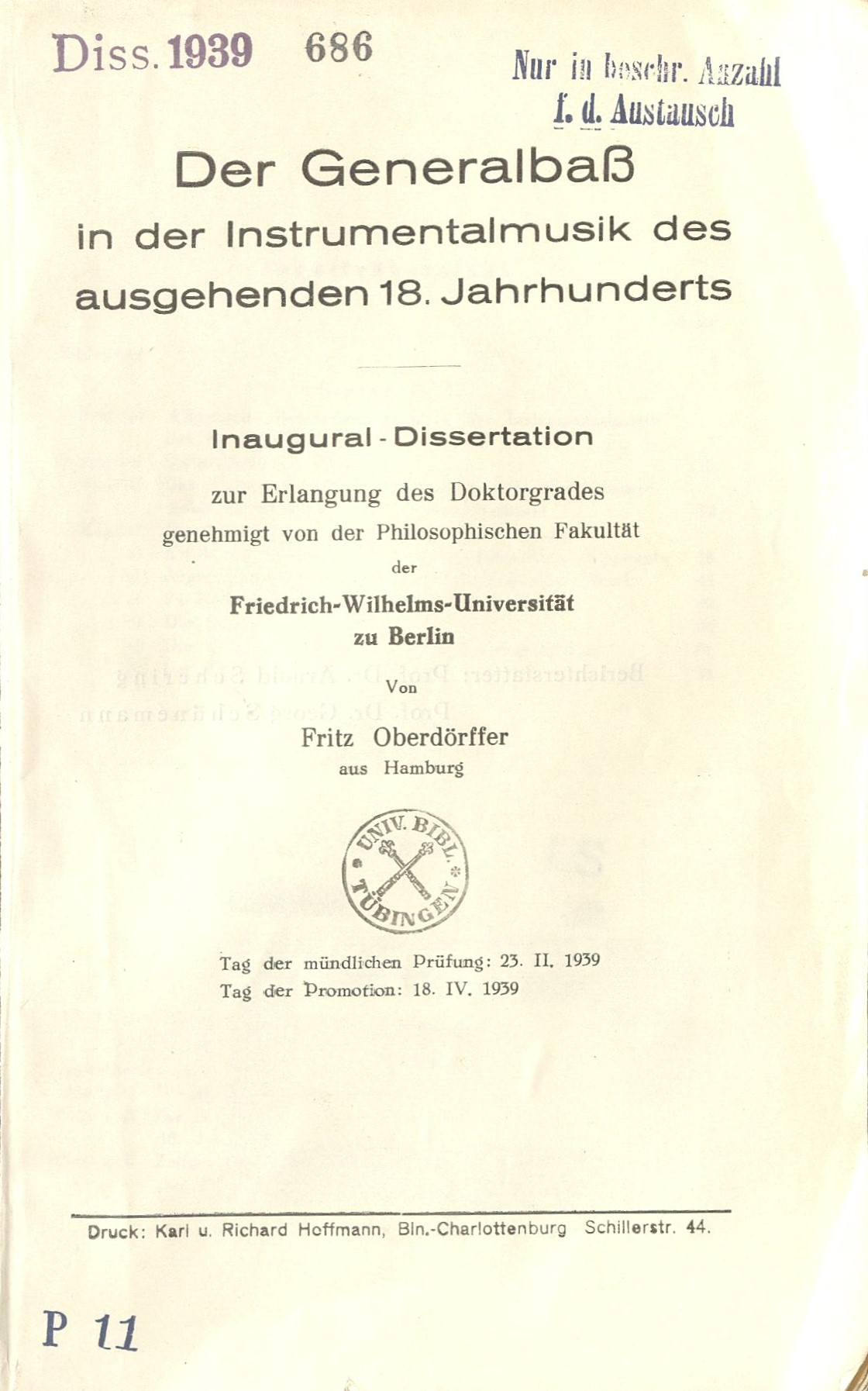
Fritz Oberdörffers Dissertation 1939